# AaPanel
aaPanel es un panel de control (servidor web) desarrollado por aaPanel Network Technology Co., Ltd. Está diseñado para simplificar la gestión de servidores Linux mediante una interfaz gráfica y diversas herramientas de automatización. Permite a los administradores gestionar configuraciones del servidor web, bases de datos, servicios de correo, certificados SSL, tareas programadas y cortafuegos sin necesidad de conocimientos técnicos avanzados.

Interfaz de usuario de aaPanel versión 7.0.17.

## Historia
aaPanel fue lanzado oficialmente en agosto de 2014 como una alternativa ligera a paneles comerciales como cPanel y Plesk. Desde sus inicios, buscó facilitar la administración de servidores Linux mediante una interfaz intuitiva basada en la web.
En 2020, se incorporó al catálogo de aplicaciones de DigitalOcean Marketplace, lo que permitió su instalación automatizada en servidores en la nube. Más adelante, fue añadido al Azure Marketplace de Microsoft.
En 2023, el proveedor europeo PQ Hosting publicó una guía sobre su funcionamiento.
También ha sido analizado por desarrolladores como G. Kibria, quien publicó una reseña técnica del panel.
Hasta marzo de 2025, se estima que aaPanel ha sido instalado en más de 3.6 millones de servidores en todo el mundo.

## Características
- Instalación en un clic de entornos LAMP y LNMP.
- Administración de sitios web y dominios.
- Gestión de bases de datos MySQL y PostgreSQL.
- Emisión de certificados SSL gratuitos mediante Let's Encrypt.
- Programación de tareas con cron.
- Protección mediante cortafuegos y Fail2ban.
- Copias de seguridad automáticas y manuales.
- Soporte multilenguaje y compatibilidad con complementos.

## Versiones
- Estándar: versión gratuita con funcionalidades esenciales.
- Pro: versión de pago con herramientas avanzadas de seguridad, monitoreo y rendimiento.
- Beta: versión para pruebas anticipadas de nuevas funciones.

## Recepción
aaPanel ha sido reseñado en distintas plataformas especializadas:
- DigitalOcean Marketplace[1]
- Azure Marketplace[2]
- PQ Hosting[3]
- G. Kibria[4]